# Парксајд (Пенсилванија)
Парксајд (енгл. Parkside) град је у америчкој савезној држави Пенсилванија.

## Демографија
По попису из 2010. године број становника је 2.328, што је 61 (2,7%) становника више него 2000. године.
| Група             | 2000.         | 2010.         |
| Белци             | 2.143 (94,5%) | 1.831 (78,7%) |
| Афроамериканци    | 55 (2,4%)     | 301 (12,9%)   |
| Азијати           | 13 (0,6%)     | 57 (2,4%)     |
| Хиспаноамериканци | 40 (1,8%)     | 81 (3,5%)     |
| Укупно            | 2.267         | 2.328         |